# Рогер Ганссон
Рогер Кент Ганссон (швед. Roger Kent Hansson, нар. 13 липня 1967, Гельсінборг) — шведський хокеїст, що грав на позиції крайнього нападника. Грав за збірну команду Швеції.
Олімпійський чемпіон.

## Ігрова кар'єра
Професійну хокейну кар'єру розпочав 1984 року.
1987 року був обраний на драфті НХЛ під 213-м загальним номером командою «Ванкувер Канакс».
Протягом професійної клубної ігрової кар'єри, що тривала 20 років, захищав кольори команд «Мальме Редгокс» та «Кассель Хаскіс».
Виступав за збірну Швеції.
У 1994 році, виступаючи за збірну Швеції, став олімпійським чемпіоном зимових Олімпійських ігор у Ліллегаммері.

## Статистика
| Сезон        | Клуб             | Ліга         | Регулярний сезон | Регулярний сезон | Регулярний сезон | Регулярний сезон | Регулярний сезон | Плей-оф | Плей-оф | Плей-оф | Плей-оф | Плей-оф |
| Сезон        | Клуб             | Ліга         | І                | Г                | П                | О                | ШХ               | І       | Г       | П       | О       | ШХ      |
| ------------ | ---------------- | ------------ | ---------------- | ---------------- | ---------------- | ---------------- | ---------------- | ------- | ------- | ------- | ------- | ------- |
| 1991–92      | «Мальме Редгокс» | ШХЛ          | 36               | 12               | 13               | 25               | 10               | —       | —       | —       | —       | —       |
| 1992–93      | «Мальме Редгокс» | ШХЛ          | 32               | 9                | 8                | 17               | 10               | —       | —       | —       | —       | —       |
| 1993–94      | «Мальме Редгокс» | ШХЛ          | 39               | 12               | 12               | 24               | 30               | —       | —       | —       | —       | —       |
| 1994–95      | «Мальме Редгокс» | ШХЛ          | 39               | 8                | 14               | 22               | 18               | 9       | 4       | 2       | 6       | 2       |
| 1995–96      | «Мальме Редгокс» | ШХЛ          | 38               | 16               | 8                | 24               | 10               | 5       | 2       | 0       | 2       | 0       |
| 1996–97      | «Кассель Хаскіс» | ДХЛ          | 49               | 20               | 22               | 42               | 6                | —       | —       | —       | —       | —       |
| 1997–98      | «Кассель Хаскіс» | ДХЛ          | 46               | 11               | 16               | 27               | 14               | —       | —       | —       | —       | —       |
| 1998–99      | «Кассель Хаскіс» | ДХЛ          | 35               | 6                | 9                | 15               | 12               | —       | —       | —       | —       | —       |
| 1999–00      | «Кассель Хаскіс» | ДХЛ          | 46               | 11               | 10               | 21               | 10               | 8       | 1       | 0       | 1       | 2       |
| 2000–01      | «Кассель Хаскіс» | ДХЛ          | 59               | 4                | 14               | 18               | 12               | 8       | 1       | 2       | 3       | 6       |
| 2002–03      | «Реґле»          | ШХЛ          | 30               | 7                | 10               | 17               | 18               | —       | —       | —       | —       | —       |
| Усього в ШХЛ | Усього в ШХЛ     | Усього в ШХЛ | 214              | 64               | 65               | 129              | 96               | 14      | 6       | 2       | 8       | 2       |
| Усього в ДХЛ | Усього в ДХЛ     | Усього в ДХЛ | 235              | 52               | 71               | 123              | 54               | 16      | 2       | 2       | 4       | 8       |